# پیوتر هاویک
پیوتر هاویک (هلندی: Piotr Havik؛ زادهٔ ۷ ژوئیهٔ ۱۹۹۴) دوچرخه‌سوار اهل هلند است.
از باشگاه‌هایی که در آن رکاب زده‌است می‌توان به تیم دوچرخه‌سواری رابوبانک دولوپمنت اشاره کرد.